# Schönebecker SC 1861
Schönebecker SC 1861 is een sportvereniging uit de Duitse stad Schönebeck, Saksen-Anhalt. De club is actief in voetbal, tennis, roeien, kanovaren, atletiek en turnen.

## Geschiedenis
De club komt uit het Schönebeckse stadsdeel Salzelmen, op twee kilometer van de terreinen van Schönebecker SV 1861. Deze club met de bijna identieke naam heeft dezelfde geschiedenis als de club tot aan de Tweede Wereldoorlog.
Na de oorlog werden alle Duitse clubs ontbonden. Er ontstond een nieuwe club met de naam SG Neustadt. Na de invoering van het BSG-systeem werd de naam BSG Chemie Schönebeck aangenomen. De club ging in 1952 in de nieuwe Bezirksliga Magdeburg spelen. In 1953 en 1956 werd de club kampioen maar kon via de eindronde niet doorstoten naar een hogere speelklasse. In 1959 slaagde de club er wel in te promoveren naar de II. DDR-Liga, al moest Chemie na één seizoen weer een stapje terugzetten. Na de afschaffing van deze competitie in 1963 werd de Bezirksliga terug de derde klasse. In 1970 degradeerde de club naar de Bezirksklasse. Na enkele seizoenen keerde de club terug naar de Bezirksliga en werd in 1977 zelfs kampioen en promoveerde naar de DDR-Liga voor één seizoen. Ook in 1980/81 speelde de club in de DDR-Liga, mar kon ook nu het behoud niet verzekeren. Hierna speelde de club tot aan het einde van de DDR in de Bezirksliga, de laatste jaren in de lagere middenmoot.
Na de Duitse hereniging werd de huidige naam aangenomen. De club zakte weg naar de lagere reeksen. In 2008 promoveerde de club naar de Landesliga, de zevende klasse. In 2013 promoveerde de club naar de Verbandsliga en speelde daar tot 2016. Na dit seizoen fuseerde de club met Schönebekcer SV 1861 en nam de naam Union 1861 Schönebeck aan.